# Brauerei Felsenau
Brauerei Felsenau est une brasserie familiale bernoise fondée en 1881.

## Historique
La Brauerei Felsenau AG a été fondée en 1881 par Johann Gustav Hemmann. Aujourd'hui, la cinquième génération de ses descendants gère la brasserie. Johann Gustav Hemmann avait auparavant dirigé une brasserie dès 1860 à Würenlingen en Argovie et à Zollikofen près de Berne. En 1881 la bière brassée se nommait "Hemme-Bier".
En 1955 la société en nom collectif est transformée en société anonyme. En 1993 la direction est prise par Stefan Simon et Martin Thierstein.

## Assortiment
- Bärner Müntschi, hell, trüb, Stammwürze 11.3 %, 4.8 Vol.-%
- Bärner Weizenbier, Stammwürze 12.8 %, 5.4 Vol.-%
- Bärner Junker Bier spezial hell, Stammwürze 12.4 %, 5.2 Vol.-%
- Bärni Spezial dunkel, Stammwürze 12.4 %, 5.2 Vol.-%
- Lager, Stammwürze 11.3 %, 4.8 Vol.-%
- Bügel-Spez hell, Stammwürze 12.4 %, 5.2 Vol.-%
- Zwickelbier naturtrüb hell, Stammwürze 11.3 %, 4.8 Vol.-%
- Zwickelbier Bärni naturtrüb dunkel, Stammwürze 12.4 %, 5.2 Vol.-%
- Schümli alkoholfrei
- Bierschnaps, Destillat aus dunklem Bier mit 42 Volumenprozent Alkohol